# 内坦亚马加比足球俱乐部
尼坦亞馬卡比足球俱乐部（希伯来语: מועדון כדורגל מכבי נתניה，英语: Football Club Maccabi Netanya），以色列内坦亚的一个足球俱乐部。

## 荣誉
- 以色列足球超级联赛
  - 冠军 (5): 1970–71, 1973–74, 1977–78, 1979–80, 1982–83
  - 亚军 (5): 1974-75, 1981–82, 1987–88, 2006–07, 2007–08
- 以色列足球乙级联赛
  - 冠军(1): 1998–99
  - 亚军(2): 1963-64, 2004–05